# Semën Michajlovič Budënnyj
Semën Michajlovič Budënnyj (in russo Семён Михайлович Будённый? ; Voronež, 25 aprile 1883 – Mosca, 26 ottobre 1973) è stato un generale e politico sovietico.
Di umili origini cosacche, dimostrò grande coraggio personale in azione combattendo con l'Esercito imperiale russo. Dopo la Rivoluzione d'ottobre si unì all'Armata Rossa, dove divenne ben presto famoso per il suo valore, per la sua audacia e per le capacità di comando della temuta Konarmija, la Prima armata a cavallo, che ebbe un ruolo decisivo durante la guerra civile russa, contribuendo a sconfiggere i generali bianchi Anton Ivanovič Denikin e Pëtr Nikolaevič Vrangel'. Budënnyj partecipò anche alla guerra sovietico-polacca, sempre alla testa dei suoi cavalleggeri. Dall'imponente e caratteristico aspetto fisico, divenne molto popolare tra i suoi uomini.
Strettamente legato, come molti suoi luogotenenti dell'Armata a cavallo, a Stalin, dopo la guerra civile divenne un suo fedele e fidato seguace, continuando una brillante carriera nell'Armata Rossa e raggiungendo il grado di maresciallo dell'Unione Sovietica, uno dei primi cinque generali ad essere insigniti di questo riconoscimento. Durante la prima fase della seconda guerra mondiale esercitò il comando del raggruppamento di forze assegnato alla difesa dell'Ucraina. Non fu in grado di contrastare l'avanzata della Wehrmacht e venne sostituito da Stalin, che tuttavia lo mantenne in servizio a Mosca per tutta la guerra come comandante delle riserve.
Privo di adeguata preparazione e di capacità strategiche, Budënnyj fu soprattutto un coraggioso combattente di prima linea in grado di trascinare con l'esempio i suoi soldati in battaglia, mentre nel difficile ruolo di comandante in capo di teatro dimostrò gravi carenze e subì pesanti sconfitte contro l'esperto esercito tedesco.

## I primi anni
Budënnyj nacque in un'umile famiglia contadina della Russia meridionale; la famiglia proveniva dalla provincia di Voronež. Lavorò come bracciante agricolo fino al 1903, quando venne arruolato nell'esercito zarista; partecipò alla guerra russo-giapponese servendo in cavalleria.
Allo scoppio della prima guerra mondiale era sottufficiale sul fronte orientale, dove restò fino al 1916, quando venne trasferito sul fronte del Caucaso. Divenne famoso per la sua audacia militare e venne insignito quattro volte della croce di San Giorgio.
Quando la rivoluzione d'ottobre rovesciò il regime degli zar nel 1917, divenne un membro influente nei soviet dei soldati del Caucaso.

## La guerra civile
Nel 1918, allo scoppio della guerra civile russa, organizzò diversi reparti di cavalleria, che sarebbero diventati poi la prima armata di cavalleria russa: tale armata avrebbe giocato un ruolo determinante nella guerra, riuscendo a sconfiggere l'armata bianca al comando di Anton Ivanovič Denikin da Mosca. Entrò nel PCUS nel 1919, collaborando con Stalin e Vorošylov.
Nel 1920 l'armata di cavalleria di Budënnyj prese parte alla guerra sovietico-polacca, risultando inizialmente vittoriosa, cacciando i polacchi fuori dai confini ucraini e rompendo in seguito il fronte polacco meridionale. Tuttavia le forze sovietiche subirono una pesante sconfitta nella battaglia per Varsavia, principalmente perché le forze di Budënnyj erano state fermate a Leopoli. Dopo la sconfitta nella battaglia di Komarów (una delle più grandi battaglie della storia con la cavalleria come protagonista), Budënnyj venne inviato a combattere l'armata bianca in Ucraina e Crimea. Nonostante la sconfitta in Polonia, fu uno degli eroi militari della guerra civile.
Budënnyj era considerato un comandante di cavalleria coraggioso e carismatico, ma poco preparato per la guerra moderna, particolarmente sugli effetti dei carri armati. Durante il processo a Tuchačevskij egli criticò apertamente l'idea delle moderne forze corazzate. Budënnyj fu insignito di cariche onorifiche quale quella di ispettore per la cavalleria dell'Armata rossa.

## La seconda guerra mondiale
Nel 1935 Budënnyj fu uno dei primi cinque generali ad essere insigniti del grado di maresciallo dell'Unione Sovietica; di questi cinque, tre furono vittime delle purghe staliniane – solamente Budënnyj e Vorošylov mantennero il grado. Nel 1935 Budënnyj comandava il distretto militare di Mosca, mentre durante la guerra d'inverno comandò un'armata con risultati disastrosi.
Tra il luglio ed il settembre del 1941 fu comandante in capo (главком, glavkom) delle forze sovietiche sulla direttrice strategica meridionale, che comprendeva i fronti sud-occidentale e meridionale, con il compito di contenere l'avanzata delle potenti Panzer-Division tedesche della Wehrmacht in Ucraina, parte dell'operazione Barbarossa che era cominciata il 22 giugno. Le forze del maresciallo Budënnyj vennero circondate nella battaglia di Uman e soprattutto nella micidiale battaglia di Kiev (1941); questo disastro militare causò ai sovietici perdite per un milione di soldati, tra morti e prigionieri. È considerata una delle più gravi disfatte della storia militare. Sembra che Budënnyj avesse avvertito il comando supremo di Mosca della minaccia di un vasto accerchiamento e avesse richiesto la possibilità di abbandonare la difesa di Kiev, ricevendo però l'ostinato rifiuto di Stalin e dello Stavka.
In settembre 1941, dopo la chiusura della sacca di Kiev, Stalin, irritato dall'andamento disastroso delle operazioni, sollevò dall'incarico il maresciallo Budënnyj, affidando il comando a Tymošenko; Budënnyj prese il comando della riserva (fra il settembre e l'ottobre del 1941), poi delle armate del nord del Caucaso (aprile – maggio del 1942), del fronte del nord del Caucaso (da maggio ad agosto del 1942) e della cavalleria sovietica (fino al 1943).

## Gli ultimi anni

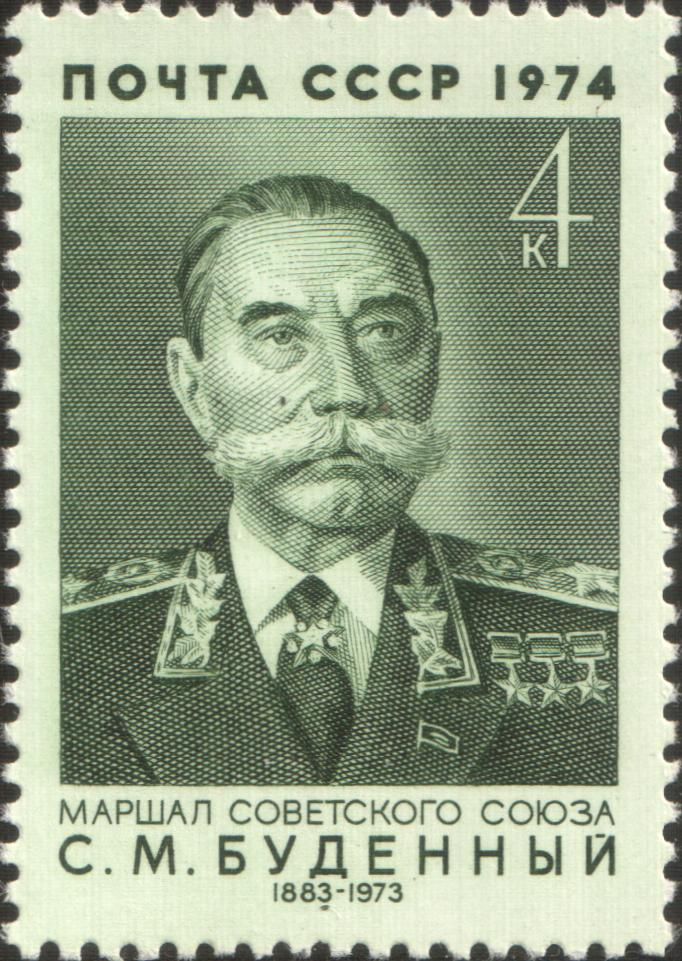
Francobollo celebrativo

Nonostante fosse responsabile di alcune delle disfatte iniziali sovietiche della seconda guerra mondiale, anche in conseguenza degli ordini di Stalin, Budënnyj mantenne il favore del dittatore e non subì alcun provvedimento punitivo. Al termine della guerra gli fu permesso di ritirarsi come Eroe dell'Unione Sovietica. Ha lasciato cinque libri di memorie sulla guerra civile russa e sulla vita di ogni giorno nella prima armata di cavalleria russa.
Soldato di raro coraggio e grande valore personale fin dalla giovinezza nei ranghi dell'esercito zarista, Budënnyj divenne il combattente più famoso dell'Armata Rossa durante la guerra civile; soprannominato il "flagello dei bianchi", guidò l'Armata a cavallo con audacia ed efficacia, ottenendo fama quasi leggendaria tra i suoi uomini. Temerario, pronto al combattimento corpo a corpo, riuscì vittorioso grazie soprattutto al suo coraggio e alla sua determinazione. Dopo il 1937 il maresciallo subì un rapido declino psicologico a causa dell'arresto della moglie, cantante d'opera, su ordine di Stalin.
Viene ricordato in diverse canzoni militari russe quali La canzone della cavalleria rossa (Конармейская) e ne La marcia di Budënnyj. Anche una razza equina ed una componente della divisa militare sovietica, la Budënovka, devono a lui il proprio nome.